# Монетарна теорија
Монетарна теорија представља модерну верзију неокласичне економске школе, јер се ослања на квантитативну теорију новца и истиче значај монетарне политике. Монетарна теорија појавила се крајем 40-их и половином 50-их година прошлог века, на интелектуалној сцени економске мисли са значајним радовима свог утемељивача Милтона Фридмана. 
   `

## Историјат
Монетаризам представља школу економске мисли по којој су поремећаји у монетарном сектору главни узрочници економских криза и представља економски правац који покушава да објасни настанак криза у привреди. Карл Брунер 1968. године је увео сам појам монетаризам, иако је ова теорија настала нешто раније. Монетаризам уз Кејнзијанизам и Нову класичну макроекономију, представља једну од три најутицајније макроекономске школе 20. века.
Сматра се да је монетаризам настао као контрареволуција против кензијанске макроекономије и интервенционизма. По монетаристима, кључну улогу у регулисању економских токова има новац. Монетаризам претпоставља да је најбољи лек против инфлације тржишна конкуренција, флексибилност и потпуна либерализација тржишта, уз повлачење државе.

## Основне карактеристике
Основне карактеристике монетаристичке школе, могу се сажети у неколико одредница:
- У теоријском смислу монетаризам је модерна верзија квантитативне теорије новца формулисане као стабилна функција тражења за новцем
- У смислу економске филозофије, монетаризам доследно наставља Смитову и Сејову доктрину економског либерализма и вере у стабилност привреде као њено природно својство.
- У методолошком смислу монетаризам инсистира на позитивној економији лишеној етичких критеријума и вредносних судова и емпиријској верификацији теорије, циљ теорије треба да буде коректно предвиђање догађаја на основу модела.
- У економској политици нагласак се сставља на стабилно и дугорочно управљање понудом новца, а предност даје правилима у односу на дискрециону политику владе.
- У идеолошком смислу, монетаризам је теорија либерално-конзервативне деснице која верује у рационалног појединца (који настоји да максимизира своју корисност), у приватну својину и слободну-конкурентску тржишну утакмицу.

## Развој
У хронолошком смислу разликујемо пет етапа у развој у монетаризма:
– Прва етапа током 50-их година када је формулисана теорија перманентног дохотка и теорије стабилне тражње за новцем.
– Друга етапа током 60-их година када су се појавили радови о значају и улози монетарне политике у монетарној историји САД и модел оптималне количине новца.
– Трећа етапа од 1967. године када је уследио напад на кејнзијански концепт Филипсове криве (Албан Њиллиам Пхиллипс), увоñењем природне стопе незапослености и адаптивних инфлационих очекивања.
– Четврта етапа уследила је после 1973. када монетаризам почиње да доминира у академским институцијама на Западу, у монетарним институцијама, и у економским програмима конзервативних странака и странака десног центра.
– Пета фаза почиње крајем 60-их и одвија се током 70-их година са појавом Нове класичне макроекономије, која се често назива и Нови монетаризам.

## Најзначајнији представници монетаризма
Утемељивач монетаризма и најзначајнији макроекономиста 20. века је свакако Милтон Фридман. Рођен је 1912. године, био је професор Универзитета у Чикагу и особа која је својим многобројним радовима омогућила настанак нове школе и јачање њене позиције на економској сцени. Професор економије постаје у својој 36. години живота. Истиче се његов чланак Квантитативна теорија новца где се супроставља кејнзовом концепту преференције ликвидности и са којом је свакако усавршио квантитативну теорију новца.
У својим даљим радовима Фридман доноси закључке који су потпуно супротни кејнзијанским ставовима. Он истиче да се треба напустити њихова функција потрошње, уводи концепт перманентног дохотка, у некима истиче да је велика криза из 1929 – 1933 наступила као последица вођења погрешне монетарне политике. Године 1976. добија Нобелову награду за економију. Истицао је да превелика државна интервенција свакако није продуктивна и залагао се да моћ владе буде ограничена, истицао је предности приватне својине и др. Фридмановим стопама кренуо је велики број економиста који су такође дали допринос у развоју монетаризма.